# Arnaldo Ferreira
Arnaldo Ferreira de Araújo (San Paolo, 16 agosto 1968) è un ex giocatore di calcio a 5 brasiliano naturalizzato spagnolo.

## Carriera

### Club
Cresciuto nel settore giovanile di Marâ T.C., Flamengo, Bradesco e ADC Norton, a diciotto anni si trasferisce in Spagna per giocare nel Buades di Palma di Maiorca. Ha legato buona parte della propria carriera al Playas de Castellón, giocandovi ininterrottamente per quasi un decennio.

### Nazionale
Ottenuta la cittadinanza spagnola, nella seconda metà degli anni '90 ha giocato 33 partite con le furie rosse, prendendo parte a un campionato mondiale e a un europeo. In entrambe le competizioni, la Spagna è stata sconfitta in finale.